# The Fun Channel
The Fun Channel fue un canal de televisión infantil chileno de cable de la empresa EMCA-TV para VTR, que transmitía 16 horas aprox. diarias de dibujos animados sin violencia. Inició en 1995 como Rainbow Club y terminó a fines del 2000 por problemas económicos.

## Historia
The Fun Channel nace el 18 de junio de 1995 como Rainbow Club, cuando la iniciativa del pastor evangélico Alejandro Martínez y su productora EMCA-TV, permitió a Cablexpress la creación de un canal infantil libre de violencia. Ahí nace Rainbow Club (que significaba "Club del Arcoíris"), un canal infantil que competía con los otros canales infantiles del cable chileno. Su programación era basada en dibujos animados sin violencia. El canal iniciaba su señal de prueba el 20 de mayo de 1995 a través del canal 19 de Cablexpress, luego en ese mismo año se organizó un lanzamiento oficial el 16 de julio a través de un casting en el Mallplaza Vespucio en la comuna de La Florida (Santiago de Chile). Sin embargo tenían previsto su salida oficial al aire el 17 de ese mismo mes, pero por problemas técnicos se postergó al día siguiente.
Desde su salida oficialmente al aire el martes 16 de julio de 1995, Rainbow Club emitía también programas propios como RC Noticias, RC Deportes, Chiqui Video, El Club de Amigos de Rainbow Club donde los niños participaban mostrando sus talentos, videoclips musicales, entre otros.
En marzo de 1996 el canal cambia de imagen, renueva su programación con más series animadas nuevas, nuevas películas animadas como Los Tres Pezqueteros, Navidad en el Planeta Zoolonia y Bienvenido a Zoolonia y nuevas secciones como Rainbow Music.
En junio de 1997, Rainbow Club cambia de nombre y pasa a llamarse The Fun Channel que combinaba dibujos animados con 15 minutos de programas en vivo, entre ellos el programa concurso Juega Fono, teniendo así una fantástica respuesta no solo de los niños sino también de los fieles auspiciadores que confiaron en el canal.

## Cierre definitivo
The Fun Channel cerró sus transmisiones a fines del 2000 tras la quiebra de su productora EMCA-TV, dejando el recuerdo de varios rostros infantiles que comenzaron en este canal infantil.

## Programación
La programación de The Fun Channel se basaba en dibujos animados sin violencia y programas en vivo y en directo. Entre los dibujos y series estaban: Star Street: La Calle de las Estrellas, Mafalda, Don Quijote y los cuentos de la Mancha, La Máquina del Tiempo, El Rey Arturo (ZIV International), El Rey Arturo y los Caballeros de la Mesa Cuadrada, Gasparín y sus amigos, Los Pitufos, La Gallina y su Pandilla, Peter Pan, For Better or For Worse (Problemas de Familia), La Pequeña Rosey, Widget, Los Cariñositos (Nelvana), Alvin y las Ardillas, Baby Folies, Clifford, Denver el Último Dinosaurio, McGee y yo, Ultraman y Los Estudiantes de Degrassi. Y en los programas de producción propia estaban: RC Noticias, RC Deportes, Rainbow Music, Chiqui Video, El Desván del Tío Iván, Juegafono, Aeroniños, La Hora, Fun Computer, Fun Club, Ranking Top Ten, Los Dibujos Animados Top, Adrián y las Pistas Negras,  entre otros.
También uno de los programas más importantes de The Fun Channel fue Clásicos Animados, dedicado a pasar cuentos clásicos animados de Rusia con doblaje español. Algunos cuentos fueron: 
Chipolino, el niño Cebolla, El Fantasma de Canterville, La Olla Mágica, El Antílope Dorado, Los Tres Pezqueteros, Bienvenido a Zoolonia y Navidad en el Planeta Zoolonia.